# ハーリド・イブン・アル・ワリード・スタジアム
ハーリド・イブン・アル・ワリード・スタジアム( アラビア語: ملعب خالد بن الوليد, 英: Khalid ibn al-Walid Stadium )は、シリア・ホムスにある多目的スタジアムである。

## 概要
スタジアム名は、イスラーム拡大に多大な功績を残したハーリド・イブン・アル＝ワリードより採られている。シリアで三番目に大きなスタジアムである。またシリア・プレミアリーグに所属するアル・カラーマSCのホームスタジアムである。
1960年に設立され、1967年、1980年、2004年と三度の改修工事を行なっている。収容人数は35,000人。